# Con mi sentimiento
Con mi sentimiento es el 7º Álbum de Lucero, fue lanzado al mercado en abril de 1990; este álbum es un tributo en versión mariachi de grandes éxitos del grupo Los Bukis, cuyo compositor de todos los temas es el cantautor Marco Antonio Solís. Este es su primer álbum de estudio realizado dentro del género de Regional mexicano acompañada por el Mariachi Vargas de Tecalitlán y también es el primer álbum que realiza bajo el nombre de "Lucero", ya que sus discos anteriores se realizaron con su nombre de estrella infantil: el diminutivo "Lucerito".
Este álbum no tuvo ninguna promoción; sin embargo, el álbum fue oro y platino en México,[cita requerida] con ventas de 250 000 copias, y alcanzó el puesto # 9 en la regional mexicana Top Álbumes de Billboard.[cita requerida] También representa la primera vez que Lucero tenía éxito en los Hot Latin Tracks en Estados Unidos como Lucero, con "Te Tuve y Te Perdí" alcanzando el puesto # 22. Todas las canciones fueron exitosas grabaciones del grupo mexicano Los Bukis (escrito por Marco Antonio Solís). El álbum fue la primera colaboración entre Lucero y Rubén Fuentes, quien produjo los álbumes "Lucero de México" y "¡Cariño de mis cariños!" , entre otros. 
Los Temas Mi Fantasía, Tu cárcel , Yo te necesito ,Presiento que voy a llorar, fueron los sencillos que se destacaron en la radio.

## Antecedentes
En constante grabación de los capítulos de la telenovela Cuando llega el amor y con el éxito conseguido por esta producción de Carla Estrada además de que todavía continuaba con la promoción de su álbum Cuéntame con varios temas aún sonando en la radio; Lucero se reúne, a través de su casa disquera Melody, con el productor Rubén Fuentes el cual le propone la realización de un tributo al grupo musical Los Bukis dentro del género ranchero y acompañada de Mariachi.

## Lista de canciones
Todos los temas son compuestos por Marco Antonio Solís.
| Con mi sentimiento |                              |          |  |
| N.º                | Título                       | Duración |  |
| 1.                 | «Mi fantasía»                | 3:24     |  |
| 2.                 | «Te esperaré»                | 2:58     |  |
| 3.                 | «Yo te necesito»             | 2:57     |  |
| 4.                 | «Tu cárcel»                  | 3:17     |  |
| 5.                 | «Fíjate... fíjate...»        | 3:01     |  |
| 6.                 | «Cómo dejar de amarte»       | 3:27     |  |
| 7.                 | «Te tuve y te perdí»         | 2:28     |  |
| 8.                 | «Triste imaginar»            | 3:25     |  |
| 9.                 | «Presiento que voy a llorar» | 2:46     |  |
| 10.                | «Necesito de un compañero»   | 3:24     |  |
| 31:13              |                              |          |  |

## Sencillos
- «Mi fantasía»
- «Te esperaré»
- «Tu Cárcel»
- «Fíjate... Fíjate»
- «Presiento que voy a Llorar»
- «Te tuve y te perdí»

## Videoclips
- Tu Cárcel
- Mi fantasía
- Fíjate... Fíjate

## Créditos de realización
- Producción, arreglos y dirección: Rubén fuentes
- Realizado con la colaboración de: J. Sánchez Rosaldo
- Grabación y Mezcla: Ing. Francisco Miranda
- Estudio de grabación: Polygram de México
- Músicos: Luigi Lazareno, David Bojorquez, Álvaro López, Danny López
- Por cortesía de Polygram Discos: Mariachi Vargas de Tecalitlán
- Diseño de portada: GilardiM/MW, S.A.
- Fotografía: Pancho Gilardi